# Seznam osebnosti iz Občine Ljubno
Seznam osebnosti iz Občine Ljubno vsebuje osebnosti, ki so se tu rodile, delovale ali umrle.
Občina Ljubno ima 9 naselij: Juvanje, Ljubno ob Savinji, Meliše, Okonina, Planina, Primož pri Ljubnem, Radmirje, Savina, Ter

## Cerkev
- Ivan Mlakar (1845, Župečja vas – 1914, Maribor), duhovnik, teolog, novinar in stolni dekan
- Jakob Aleksič (1897, Obrež  – 1980, Ljubljana), duhovnik, teolog in biblicist

## Kultura, umetnost in humanistika
- Ahacij Stržinar (1676, Suha, Škofja Loka  – 1741, Nazarje), pesnik in duhovnik
- Marija Simonetti (1807/1808, neznano – 1884, Ljubno ob Savinji), bukovnica in pesnica
- Valentin Orožen (1808, Sevno pod Rifnikom  – 1875, Okonina), pesnik, ljudski pevec in duhovnik
- Jožef Hašnik (1811, Trbonje  – 1883, Šentjur), pesnik, publicist, narodni buditelj in duhovnik
- Martin Budna (1861, Ljubno ob Savinji  – 1934, Maribor), skladatelj
- Josip Korban (1883, Šentvid pri Stični  – 1966, Ljubljana), mladinski pisatelj in učitelj
- Anton Tevž (1894, Bočna – 1971, Ljubno ob Savinji), glasbenik, orglar in gospodarstvenik
- France Kozar (1904, Hrastnik  – 1944, Ljubno ob Savinji), pesnik, pisatelj in rudar
- Stane Terčak (1905, Radmirje  – 1976, Maribor), zgodovinar
- Avgust Vižintin (1924, Radmirje  – 2004, Ljubljana), knjižničar in kulturnopolitični delavec
- Alojz Zavolovšek (1928, Radmirje  – 2017, Mozirje), duhovnik, akademski slikar, likovni pedagog in pevec
- Polde Bibič (1933, Maribor  – 2012, Ljubljana), igralec in gledališki pedagog, otroštvo je preživljal na Ljubnem in v Radmirju
- Ida Merhar (1949, Radmirje  – 2013, neznano), bibliotekarka
- Peter Plesec (DJ Pero) (1967, neznano – 2021, Ljubljana, pokopan na Ljubnem ob Savinji), DJ in glasbenik
- Katarina Nadlučnik Firšt (neznano), pisateljica
- Karolina Kalan (neznano), pisateljica, urednica in novinarka
- Slavica Tesovnik (neznano), pesnica, slikarka in glasbenica
- Krištof Kumprej (neznano), velikan, ki po legendi živi v Primožu pri Ljubnem

## Šolstvo
- Franc Brunet (1852, Primož pri Ljubnem  – 1916, Ljubljana), učitelj telovadbe, soavtor knjige Telovadba v petrazrednih in manj kot petrazrednih ljudskih šolah
- Branko Zemljič (1852, Radmirje  – 1961, Ljubljana), prosvetni delavec in planinec

## Obrt, gospodarstvo in politika
- Anton Kolenc (1868, Radmirje  – 1922, Celje), veletrgovec in mecen
- Jože Zagožen (1951, Ljubno ob Savinji  – 2013, neznano), ekonomist in politik
- Jože Mermal (neznano), ekonomist in podjetnik
- Bogomir Strašek (neznano), podjetnik

## Šport
- Stanko Bloudek (1890, Idrija  – 1959, Ljubljana), športnik in načrtovalec športnih objektov (tudi prve smučarske skakalnice na Ljubnem ob Savinji)
- Slavko Beda (1919, Savina  – 1975, Zagreb), nogometaš, igral za hrvaško nogometno reprezentanco
- Matjaž Debelak (1965, Celje –), smučarski skakalec, dobitnik dveh olimpijskih medalj
- Primož Pikl (1982, Celje –), bivši smučarski skakalec kluba SSK Ljubno BTC, prvi dobitnik točk svetovnega pokala in udeleženec olimpijskih iger
- Urban Zamernik (1991, Ljubno ob Savinji –), smučarski skakalec, bivši član kluba SSK Ljubno BTC
- Timi Zajc (2000, neznano –), smučarski skakalec kluba SSK Ljubno BTC, dobitnik dveh olimpijskih medalj in dveh medalj na svetovnem prvenstvu v poletih leta 2022
- Žak Mogel (2001, neznano –), smučarski skakalec kluba SSK Ljubno BTC, dobitnik medalj na svetovnih mladinskih prvenstvih

## Zdravstvo
- Robert Kukovec (1910, Innsbruck – 1945, Ljubno ob Savinji), kirurg, med drugo svetovno vojno vodja kirurške ekipe 4. operativne cone, ki je delala na Ljubnem